# Thadikombu
Thadikombu é uma panchayat (vila) no distrito de Dindigul, no estado indiano de Tamil Nadu. It has a famous temple for Lord Vishnu.

## Demografia
Segundo o censo de 2001,  Thadikombu  tinha uma população de 16,091 habitantes. Os indivíduos do sexo masculino constituem 50% da população e os do sexo feminino 50%. Thadikombu tem uma taxa de literacia de 61%, superior à média nacional de 59.5%: a literacia no sexo masculino é de 70% e no sexo feminino é de 52%. Em Thadikombu, 12% da população está abaixo dos 6 anos de idade.